# Ki-West
De Ki-West of de Kreuzjöchlsee is een kabelbaan in Westendorf en Aschau. Het gaat hier om een skilift met gondels voor acht mensen, gebouwd door Doppelmayr in 2005 voor de Bergbahnen Westendorf. De kabelbaan zorgt voor een verbinding tussen Westendorf en Kirchberg zodat de Skiwelt WilderKaiser-Brixental en het skigebied van Kitzbühel en Kirchberg met elkaar verbonden zijn. Deze verbinding is in 2008 afgemaakt door de Skiweltbahn. Deze lift verbindt  Brixen im Thale en Westendorf goed met elkaar  De laatste lift in de schakel zal een zes persoons stoeltjeslift gebouwd door Leitner worden.

## Prestaties
De kabelbaan heeft een lengte van 3056 meter. Hierop kunnen 63 cabines van het type CWA Omega III-8 LWI worden aangekoppeld op de kabel, in elke cabine kunnen 8 personen plaatsnemen. De kabel gaat 6 meter per seconde, waardoor een ritje in de kabelbaan (naar boven of beneden) 8 minuten duurt. De totale capaciteit komt dan op ongeveer 2000 personen per uur. Het aandrijfstation is het bergstation vlak bij de Kreuzjöchlsee, het aanspanningsstation is het dalstation vlak bij Aschau. 